# Håbo-Tibble kyrkby
Håbo-Tibble kyrkby är en tätort i Upplands-Bro kommun och kyrkbyn i Håbo-Tibble socken. Orten ligger cirka 6 kilometer norr om E18 med närhet till Stockholm.

## Historia
Tätorten ligger runt Håbo-Tibble kyrka som är från 1200-talet. Nyare bebyggelse har tillkommit 1978–79 och 1989–90 på initiativ av arkitekten Sven-Olov Nyberg.

### Befolkningsutveckling
| Befolkningsutvecklingen i Håbo-Tibble kyrkby 1990–2020 | Befolkningsutvecklingen i Håbo-Tibble kyrkby 1990–2020 | Befolkningsutvecklingen i Håbo-Tibble kyrkby 1990–2020 | Befolkningsutvecklingen i Håbo-Tibble kyrkby 1990–2020 | Befolkningsutvecklingen i Håbo-Tibble kyrkby 1990–2020 |
| ------------------------------------------------------ | ------------------------------------------------------ | ------------------------------------------------------ | ------------------------------------------------------ | ------------------------------------------------------ |
|                                                        |                                                        |                                                        |                                                        |                                                        |
| År                                                     |                                                        |                                                        | Folkmängd                                              | Areal (ha)                                             |
| 1990                                                   | 1990                                                   |                                                        | 241                                                    | 29                                                     |
| 1995                                                   | 1995                                                   |                                                        | 279                                                    | 30                                                     |
| 2000                                                   | 2000                                                   |                                                        | 274                                                    | 30                                                     |
| 2005                                                   | 2005                                                   |                                                        | 271                                                    | 33                                                     |
| 2010                                                   | 2010                                                   |                                                        | 256                                                    | 33                                                     |
| 2015                                                   | 2015                                                   |                                                        | 657                                                    | 162                                                    |
| 2020                                                   | 2020                                                   |                                                        | 664                                                    | 159                                                    |
| Anm.: Ny tätort 1990. Sammanvuxen med Mariedal 2015.   |                                                        |                                                        |                                                        |                                                        |